# Diócesis de Abernethy
La diócesis de Abernethy o de Abernethia (en latín: Dioecesis Abernethiensis y en inglés: Diocese of Abernethy) fue una circunscripción eclesiástica de la Iglesia católica en el Reino Unido. Se trataba de una diócesis latina, sufragánea de la arquidiócesis de York. Fue suprimida circa 1050 y restaurada como diócesis titular en 1973 con el nombre de Abernethy o de Abernethia. Desde el 23 de diciembre de 1974 su obispo titular es Władysław Bobowski.

## Territorio y organización

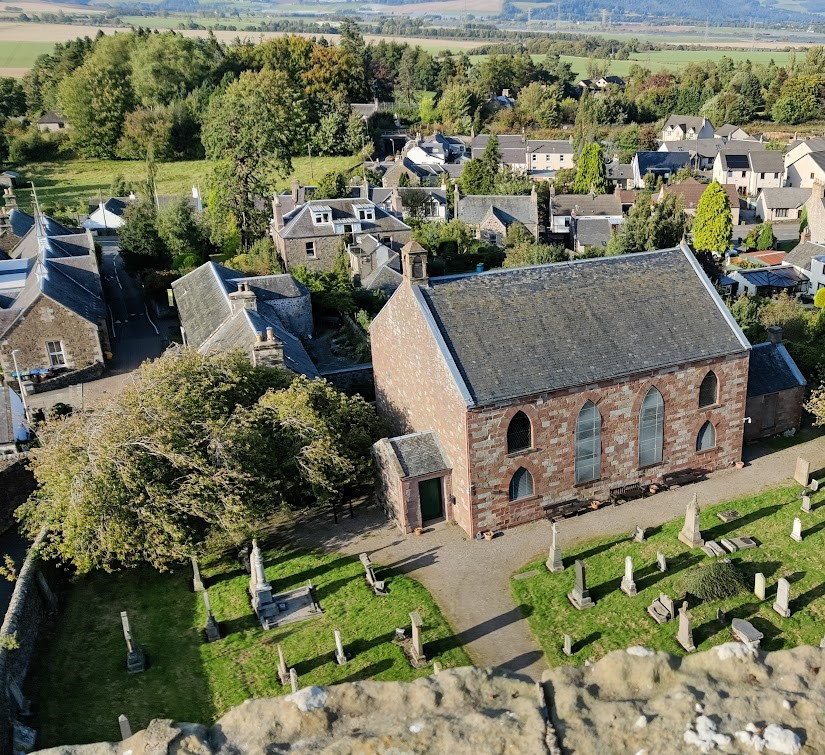
Actual iglesia de Santa Brígida, en Abernethy

La diócesis extendía su jurisdicción sobre los fieles católicos de rito latino residentes en parte del reino picto en la actual Escocia.
La sede de la diócesis se encontraba en la localidad de Abernethy, ubicada a pocos kilómetros al sur de Perth, en donde se hallaba la iglesia de santa Brígida, que era su catedral, y de la cual queda la Torre redonda de Abernethy, asociada a la antigua abadía. Sobre ella en el siglo XIX se construyó la actual parroquia de la Iglesia de Escocia.

## Historia
Abernethy fue la sede de una antigua diócesis monástica celta. A principios del siglo V san Niniano, primer obispo de la diócesis de Galloway, evangelizó la zona sur de Pictland, donde se ubicaba Abernethy. Se fundaron un monasterio y una iglesia abacial dedicada a santa Brígida de Kildare, que fue reconstruida a finales de siglo por el rey Gartnait, quien convirtió Abernethy en la capital del reino picto. En 865, la diócesis monástica de Abernethy se convirtió en la sede primada del reino de los pictos, sede transferida en 908 a San Andrés. Desde entonces, Abernethy formó parte del territorio de la arquidiócesis de San Andrés hasta la Reforma protestante.

### Diócesis titular
Desde 1973 Abernethy figura entre las sedes episcopales titulares de la Iglesia católica como diócesis de Abernethy o de Abernethia. Desde el 23 de diciembre de 1974 su obispo titular es Władysław Bobowski, obispo auxiliar emérito de la diócesis de Tarnów.

## Episcopologio
...?

### Obispo titular
- Władysław Bobowski, desde el 23 de diciembre de 1974